# Valore principale di Cauchy
In matematica, il valore principale di Cauchy o integrale in parte principale, chiamato così in onore di Augustin-Louis Cauchy, è il metodo per assegnare un valore ad integrali impropri altrimenti indefiniti, permettendo ad esempio di definire la funzione logaritmo integrale.

## Definizione
Il valore principale di Cauchy è definito come l'integrale generalizzato di una funzione effettuato su intervalli simmetrici rispetto ad una singolarità, oppure, nel caso di integrali effettuati su tutto l'asse reale esteso, su intervalli simmetrici rispetto all'origine. In base al dominio di integrazione ed al tipo di singolarità della funzione integranda, il valore principale di Cauchy è definito come segue.
- Per un integrale doppiamente infinito:

{\displaystyle {\mbox{P.V.}}\int _{-\infty }^{+\infty }f(x)dx:=\lim _{R\to +\infty }\int _{-R}^{R}f(x)dx}
- Se la funzione integranda ha una singolarità in {\displaystyle c\in \;]a,b[} allora:

{\displaystyle {\mbox{P.V.}}\int _{a}^{b}f(x)dx:=\lim _{\varepsilon \to 0^{+}}\left[\int _{a}^{c-\varepsilon }f(x)dx+\int _{c+\varepsilon }^{b}f(x)dx\right]}
- Se l'integrale è doppiamente infinito e la funzione integranda ha una singolarità in {\displaystyle c\in \;]a,b[} allora:

{\displaystyle {\mbox{P.V.}}\int _{-\infty }^{+\infty }f(x)dx:=\lim _{\varepsilon \to 0^{+}}\left[\int _{c-{\frac {1}{\varepsilon }}}^{c-\varepsilon }f(x)dx+\int _{c+\varepsilon }^{c+{\frac {1}{\varepsilon }}}f(x)dx\right]}